# Mondscheintarif (Film)
Mondscheintarif ist eine deutsche Liebes-Komödie aus dem Jahr 2001. Es ist die Literaturverfilmung des gleichnamigen Romans von Ildikó von Kürthy.

## Handlung
Die Berliner Fotografin Cora Hübsch ist Single und wünscht sich die große Liebe, wobei sie weiß, dass das Verliebtsein die reinste Hölle sein kann. Nachdem sie mit ihrer besten Freundin Jo einen Tag im Strandbad Wannsee verbrachte und sich dabei eine Blasenentzündung zuzog, sucht sie einen Arzt auf, um sich diese behandeln zu lassen. Dabei lernt sie den attraktiven Dr. Daniel Hoffmann kennen, in den sie sich verliebt. Während einer Beerdigung treffen sich beide zufällig wieder, wobei Daniel in Begleitung der Schauspielerin Carmen Koslowski ist. Obwohl Cora glaubt, dass beide ein Paar sind, fasst sie ihren Mut zusammen und gibt Daniel ihre Telefonnummer. Unglücklicherweise ruft er sie die folgenden Tage nicht an. Während der Wartezeit macht sie sich die schlimmsten Gedanken und überdenkt ihre Beziehung zu ihrem Ex-Freund, dem klugen Sascha, den sie mit einem Flirtspruch zu einem Roman von Don DeLillo kennenlernte, und ihrem aktuell besten Freund Big Jim, der eigentlich nur dazu da ist, ihr weis zu machen, dass Liebe sinnlos ist.
Aber Daniel hat schließlich doch angerufen, nur nicht Cora, sondern Jo. Cora hatte Daniel einfach nur die falsche Nummer hinterlassen. Obwohl sie ihn sofort anrufen möchte, wartet sie, auf Anraten Jos, einige weitere Tage, bevor sie sich zu einem Essen in einem italienischen Restaurant verabreden. Nach einigen kleinen Peinlichkeiten wird diese Verabredung ein voller Erfolg und endet mit einem Kuss und dem Versprechen zu einem weiteren gemeinsamen Abendessen, dieses Mal bei Daniel. Nur ist die Wartezeit dahin erneut die Hölle für Cora. Von Selbstzweifel zerfressen, nicht gut genug für Daniel zu sein, glaubt sie, ihn schon mal vorsorglich zu hassen, damit die Enttäuschung Daniel nicht zu gefallen, nicht so schmerzhaft ausfällt. Aber dieses Abendessen wird nach Anfangsschwierigkeiten wieder ein Erfolg. Schließlich küssen sich beide, tauschen Zärtlichkeiten aus und werden kurz vor dem Sex durch Coras klingelndes Telefon gestört. Sie hatte vorsorglich Big Jim gebeten, sie anzurufen, damit sie im Falle eines schlechten Dates eine Ausrede zum Gehen hätte. Nur braucht sie diese jetzt nicht. Da Daniel allerdings wissen will, wer am Telefon war, spinnt sich Cora eine Geschichte über eine verletzte Großmutter mit Schenkelhalsfraktur zusammen. Als Arzt will Daniel selbstverständlich sofort helfen und lässt keine Mühen ungenutzt, um Coras Großmutter zu helfen. Schließlich gesteht Cora im Steglitzer Krankenhaus, dass dies alles nur eine Lüge war, um den gemeinsamen Sex zu vermeiden, weswegen Daniel erbost und enttäuscht Cora alleine zurücklässt.
Die nächsten Tage verbringt Cora alleine. Sie versinkt in Selbstmitleid und keiner ihrer Freunde kann sie aufmuntern. Sie glaubt, es versaut zu haben, weswegen sie sich bei ihm entschuldigen will. Doch der Plan, Daniel irgendwie zufällig zu treffen, scheitert fortlaufend, weswegen sie sich mit einer Schallplatte von Saturday Night Fever: The Original Movie Sound Track bei ihm entschuldigt. Er akzeptiert die Entschuldigung und beide planen an einer Feier auf dem Land teilzunehmen. Da Daniels Volvo allerdings streikt, verbringen sie die Liebesnacht in Daniels Appartement. Im Rausch der Gefühle versucht Cora den Eindruck, den sie nach dem Sex hat, zu genießen. Da sie weiß, dass der letzte Eindruck immer der bleibende Eindruck sein wird, geht sie, während es am schönsten ist. Dem schlafenden Daniel hinterlässt sie eine vielsagende Nachricht auf einem Zettel und verschwindet glücklich in die Nacht.
Ihr Glück wird nur nicht lange anhalten; denn obwohl Cora hofft, dass sich Daniel bald bei ihr melden wird, bleibt jedes Lebenszeichen von Daniel aus. Nach mehreren Tagen des endlosen Wartens schwindet auch die letzte Hoffnung und Cora beschließt endlich mit ihrem Leben aufzuräumen. Wenn Daniel sie nicht will, will sie ihn erst recht nicht und so fasst sie den Entschluss, dass jeder Beweis ihrer früheren gescheiterten Beziehungen entsorgt gehört. Auf dem Weg zur Müllkippe trifft sie Daniel, der seinen Kummer in den Armen von Carmen Koslowski ertränkt. Aber wenn Daniel schon sein neues Glück bei einer anderen Frau finden will, möchte Cora wenigstens wissen, warum er sie nach der Liebesnacht nicht mehr anrief, weswegen sie beiden in Daniels Wohnung folgt. Aber beim klärenden Gespräch kommt heraus, dass sie selbst schuld an der Situation gewesen ist; schließlich war sie es, die ihn der Nacht verließ. Außerdem ist Carmen nicht irgendeine neue Liebesaffäre, sondern Daniels Schwester. Dem Glück zwischen Daniel und Cora steht nichts mehr im Wege, außer vielleicht ein defekter Volvo, der beide in den Urlaub fahren sollte, bevor er streikte und abgeschleppt werden musste.

## Hintergrund
Senator Entertainment, Hager Moss Film und SevenPictures Film produzierten gemeinsam das Romandebüt von Ildikó von Kürthy, das sich bis zum Erscheinen am 25. Oktober 2001 bereits 350.000 Mal verkaufte. Die Drehbuchautoren Ralf Huettner, Silke Neumayer und Barbara Oslejsek brauchten etwa neun Monate, um das Drehbuch zu schreiben. Das Filmbudget lag bei etwa 6,8 Millionen Mark und wurde zu 40 Prozent vom FilmFernsehFonds Bayern, Filmboard Berlin-Brandenburg und der Filmförderungsanstalt sowie 60 Prozent Eigenanteil finanziert. Nach 37 Tagen endete am 13. November 2000 die Drehzeit in Berlin. Die Postproduktion wurde von Arnold & Richter Cine Technik in München übernommen. Dabei wurden unter anderem die Farbgebung, Beleuchtung und das Tempo des Films digital nachbearbeitet.
Im Kino wurde der Film schließlich von 349.878 Zuschauern gesehen. Parallel zum Finale der Fußball-Europameisterschaft 2004 wurde der Film am 4. Juli 2004 zum ersten Mal von Sat.1 im deutschen Fernsehen ausgestrahlt. Dabei wurde er von 1,13 Millionen Zuschauern gesehen, was einem Marktanteil von rund 3,2 Prozent entsprach.
Als Titelsong des Films wurde Weep von Reamonn ausgesucht. Die Single aus dem zweiten Album Dream No.7 schaffte es bis auf Platz 69 der deutschen Singlecharts.

## Kritiken
„Enttäuschende Beziehungskomödie mit klischeehaften Figuren, die immer wieder ein und dieselbe Frage variiert und dabei weder originelle noch amüsante oder gar neue Antworten findet.“

„Nach dem gleichnamigen Bestseller-Roman von Ildikó von Kürthy drehte Ralf Huettner (Die Musterknaben) eine nervige Mischung aus Komödie und Liebesfilm, die genau daran krankt, dass sie sich nicht entscheiden kann, was sie eigentlich erzählen will. Wäre nicht eine hervorragende Gruschenka Stevens in der Hauptrolle, man könnte das Werk getrost vergessen“

„Zum Glück ist »Mondscheintarif« kein Abklatsch von »Schokolade zum Frühstück«, sondern macht sogar mehr Spaß als der englische Vorgänger. Hüttner hat aus der Romanvorlage von stern-Redakteurin Ildikó von Kürthy einen Gute-Laune-Film voll Herz und Charme gezaubert. Mit einer 27-jährigen Hauptdarstellerin, die als Cora Hübsch zwar mächtig einen an der Waffel hat, aber so liebeskummervoll gucken kann, dass man sie zum Trost umgehend aus ihrem Film und ganzen Leid herausretten möchte.“

„Huettners Adaption des kicherkomischen Bestsellers von Ildikó von Kürthy ist, als würde man Freundinnen auf der Damentoilette belauschen. Lehrreich. Entlarvend. Und witzig. Nie hat man so viel über weibliche Problemzonen erfahren, eingebildete und echte. Leider übertreibt es der Münchner Regisseur mit dem schicken Styling, klaut optische Gags bei ‚Ally McBeal‘ und verhilft der Popgruppe Reamonn zu einem fragwürdigen Werbeauftritt. Aber die Botschaft ‚Es gibt keine Regeln (in der Liebe)‘ vermittelt der Film so sympathisch, dass man ihm diese Regelverletzungen gern verzeiht.“

## Auszeichnungen
New Faces Award 2002
- Beste Nachwuchsschauspielerin: Nominierung für Gruschenka Stevens

Cairo International Film Festival
- Goldene Pyramide: Nominierung für Ralf Huettner

Schnitt-Preis
- Nominierung für Horst Reiter